# 福格泰
福格泰（發音：[foːkˈtaɪ] ⓘ）是德国图林根州温斯特鲁特-海尼希县的市镇，面积49.57平方千米，2023年12月31日人口为4,228人。该市镇于2012年12月31日由市镇朗古拉、下多尔拉和上多尔拉合并而成，得名于历史上的多尔拉辖区（Vogtei Dorla）。